# 杰克·亚历克西
杰克·亚历克西（英語：Jack Alexy，2003年1月19日—），美国男子游泳运动员，2019年世界青年游泳锦标赛男子4×100米自由泳接力金牌得主、2023年世界游泳锦标赛男子4×100米自由泳接力铜牌得主。